# Stazione di Mandelieu-la-Napoule
La stazione di Mandelieu-la-Napoule (in francese Gare de Mandelieu-la-Napoule) è una fermata ferroviaria posta sulla Marsiglia-ventimiglia. Serve Mandelieu-la-Napoule, Francia.